# Đuro Gašparović
Đuro Gašparović (Golubinci, 20. lipnja 1951.) je umirovljeni biskup Srijemske biskupije i bivši pomoćni biskup đakovačko-srijemski, sve do osnivanja nove Đakovačko-osječke nadbiskupije.

## Vanjske poveznice
- Moramo hrabro ići naprijed  Arhivirana inačica izvorne stranice od 27. rujna 2007. (Wayback Machine) Intervju za "Hrvatsku riječ"
- Bishop Đuro Gašparović, Catholic Hierarchy